# Dornier Do K
Dornier Do K byl německý dopravní a transportní letoun navržený Claude Dornierem a vyráběný společností Dornier Flugzeugwerke. Jednalo se o konvenčně řešený hornoplošník s pevným záďovým podvozkem, vzniklý ve třech odlišných prototypech, který se nesetkal s úspěchem na trhu.

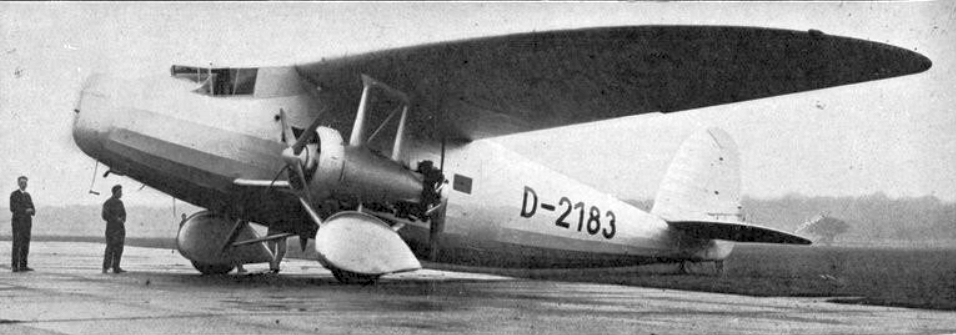
Dornier Do K3 s motory Walter Castor, D-2183 (L'Aéronautique, č. 155, s. 104, Duben 1932)

## Vznik a vývoj

### Dornier Do K1
Prvním prototypem byl Dornier K1, který poprvé vzlétl 7. května 1929. Jednalo se o hornoplošník s křídlem vyztuženým vzpěrami, záďovým podvozkem s kluznou patkou na ostruze, který byl poháněný jedním licenčním devítiválcovým hvězdicovým motorem Siemens Jupiter VI o výkonu 510 hp (380 kW) instalovaným v přídi. V trupu hranatého průřezu se nacházel uzavřený kokpit pro dvoučlennou osádku a kabina umožňující přepravu osmi cestujících nebo nákladu. Letové zkoušky ukázaly nedostatečné výkony a stroj byl proto překonstruován.

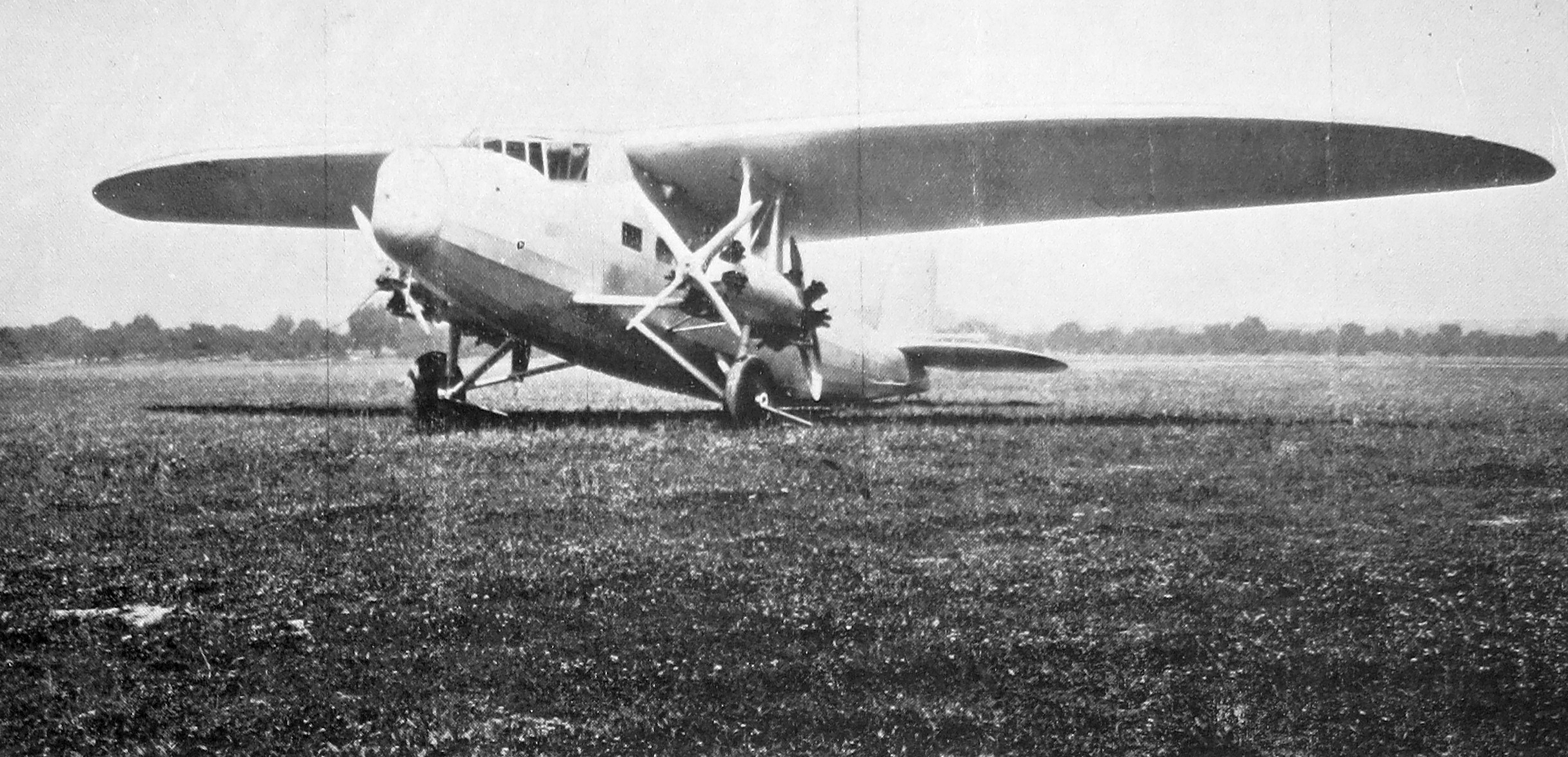
Dornier Do K3 s motory Walter Castor I

### Dornier Do K2
Dornier K2 poprvé vzlétl v prosinci 1929. Měl podobný trup a křídlo jako jeho předchůdce, ale jeho podvozek byl upravený a poháněly jej čtyři pětiválcové hvězdicové motory Gnome-Rhône 5K Titan, o výkonu 240 hp (179 kW) každý, instalované v tandemových dvojicích nesených na vzpěrách pod křídly vedle trupu. Ačkoliv letoun disponoval podstatně větším výkonem instalované pohonné soustavy, jeho letové výkony oproti K1 vzrostly jen nepatrně.

### Dornier Do K3

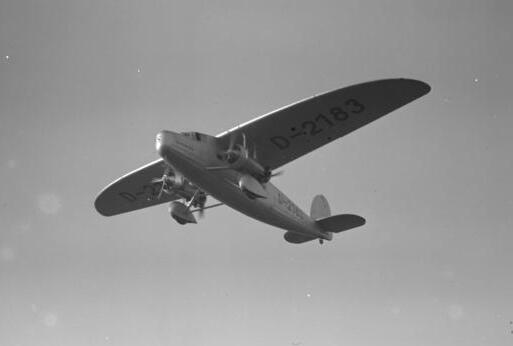
Do K3 v letu, 1932

Do K3 představoval celkové přepracování konstrukce. Původní vzpěrami vyztužené křídlo bylo nahrazeno plně samonosným o větším rozpětí, překonstruovaný trup měl oválný průřez a byl prodloužen tak aby pojal další dvojici pasažérů (celkem 10). Záďový podvozek byl opatřen ostruhovým kolečkem a hlavní kola získala aerodynamické kryty. Uspořádání pohonu zůstalo stejné jako u K2, ale tandemové gondoly byly neseny níže pod křídlem a pohon zajišťovaly 4 československé hvězdicové sedmiválce Walter Castor I každý o jmenovitém výkonu 240 k (179 kW) při 1750 ot/min (vzletový výkon 260 k/191 kW při 1850 ot/min). Tažné motory měly čtyřlisté vrtule, zatímco tlačné měly instalovány dvoulisté vrtule. Výkonové zatížení činilo 6,2 kg/k a spotřeba paliva při cestovní rychlosti ca 220 l/h.  Byl vyroben pouze jeden prototyp (D-2183) Do K3 v závodě Dornier v Altenrheinu ve švýcarském kantonu St. Gallen. Výkony stroje byly podstatně zlepšené - výkon byl takový, že letoun mohl létat při plném zatížení se zastavenými dvěma motory.
Letoun byl na podzim 1931 testován na továrním letišti (nyní Flugplatz St. Gallen–Altenrhein) a také v sídle společnosti, německém Friedrichshafenu (obě města leží u Bodamského jezera). Letoun D-2183 byl zapsán do německého leteckého rejstříku v březnu 1932. Ve dnech 22. až 31. července 1932 se v Curychu konal mezinárodní letecký mítink. Soutěžilo se v 5 soutěžích mj. mezinárodní soutěž vojenských týmů, Alpský okruh a také v soutěži obchodních letadel. Pilot Nittelholzer v kategorii obchodních letadel na čtyřmotorovém Dornieru DoK s motory Walter 240 k obsadil 2. místo za Junkers Ju-52.
Ale ani tak se nepodařilo vzbudit zájem potenciálních zákazníků a vývoj dál nepokračoval.

## Specifikace (Do K3)

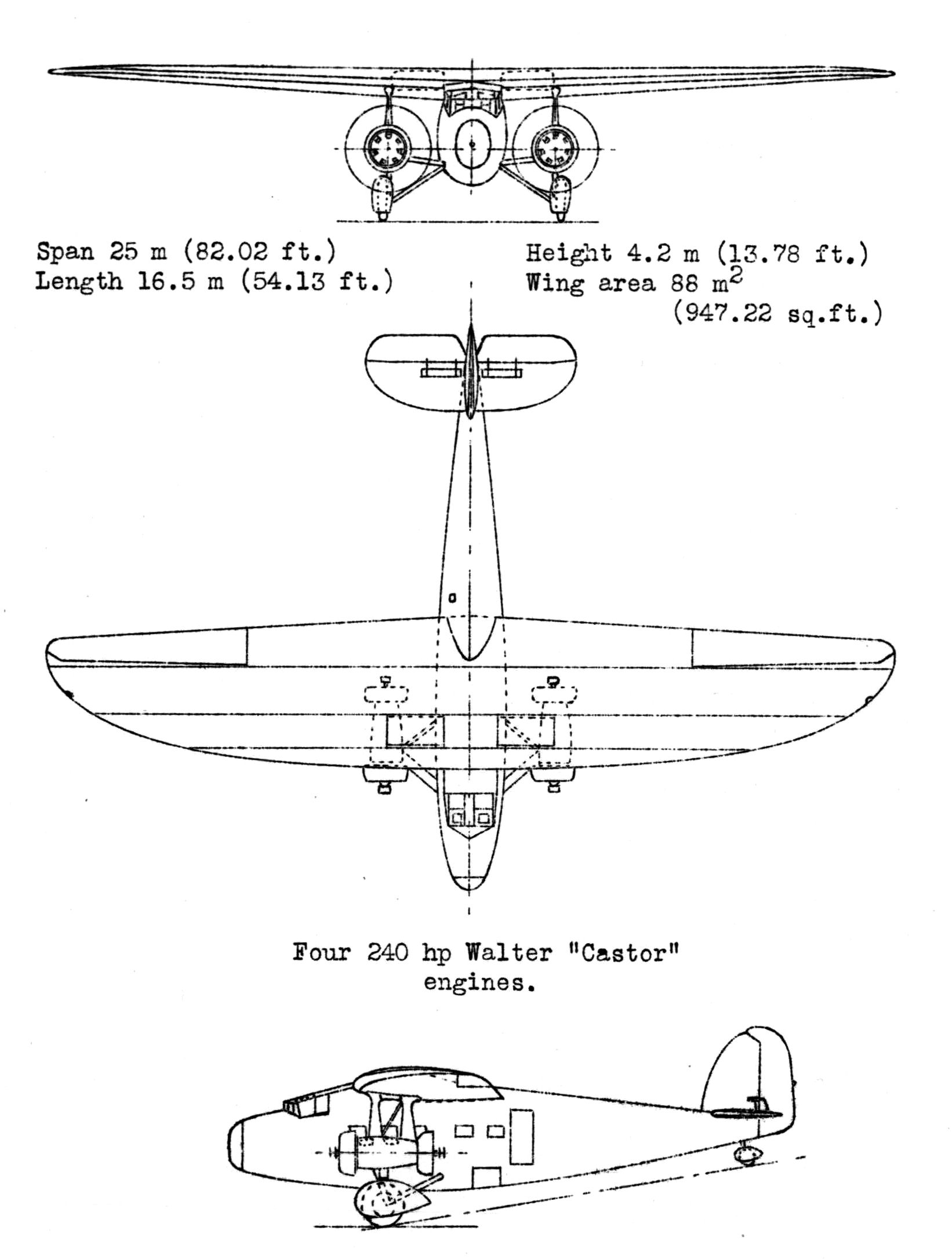
Třípohledový nákres typu Do K3 (z archivu NACA)

Údaje podle

### Technické údaje
- Osádka: 2
- Kapacita: 10 cestujících
- Délka: 16,65 m
- Rozpětí: 25 m
- Nosná plocha: 89 m²
- Výška: 4,55 m
- Prázdná hmotnost: 4 265 kg
- Vzletová hmotnost: 6 000 kg
- Pohonná jednotka: 4 × vzduchem chlazený sedmiválcový hvězdicový motor Walter Castor
- Výkon pohonné jednotky: 179 kW (240 k) každý, celkem 706 kW (960 k)

### Výkony
- Maximální rychlost: 227 km/h
- Cestovní rychlost: 200 km/h
- Praktický dostup: 6 300 m
- Dolet: 800 km
- Stoupavost: 5 min. do 1000 m